# Núria Tió i Rotllan
Núria Tió i Rotllan (Girona, 1956) és llicenciada en psicologia i especialitzada en Sexologia Clínica. La seva pràctica professional es basa majoritàriament en el diagnòstic i tractament de problemes psicològics i sexològics i/o relacionats amb el món de la parella. Ha donat classes de sexualitat humana a la Fundació Universitat de Girona. Ha escrit articles sobre la sexualitat i les relacions de parella en revistes de divulgació i ha col·laborat en programes de televisió i ràdio sobre aquests temes.
El 2004 va ser designada com a consellera del Consell d'Administració de la CCRTV pel Parlament de Catalunya representant ERC, partit per al que en 2011 i 2015 va formar part de la llista a les eleccions municipals a l'ajuntament de Salt, sent regidora de les àrees d'Educació i Joventut entre 2015 i 2017, quan va renunciar. Ha format part de la Junta del Col·legi Oficial de Psicòlegs de Catalunya de la delegació de Girona.

## Premis literaris
- XIII premi del concurs literari d'articles de psicologia per l'article «Els vells amants. Consideracions sobre la sexualitat i la vellesa» (2002)[8]
- X Premi de Literatura Eròtica de la Vall d'Albaida, per la novel·la L'Aurora. 2003[9]
- Premi de contes eròtics del Carnestoltes de Vilanova i la Geltrú 2005 pel conte L'amant de gel, publicat el 2006 en el recull de contes La màscara nua.[10]
- XXIIè concurs literari del Col·legi Oficial de Psicòlegs de Catalunya d'articles de psicologia per l'article «En Joan sense por. Un conte clàssic com a eina terapèutica» (2011)[11]